# Rob Meppelink
Rob Meppelink nació el 8 de enero de 1966 en Wateringen, Países Bajos, es un entrenador y formador de fútbol, su carrera como entrenador comenzó en 1990 con el AZ Alkmaar, actualmente trabaja como preparador físico del Club Deportivo Guadalajara.

## Clubes como entrenador[2]
| Club                       | País         | Año       |
| -------------------------- | ------------ | --------- |
| AZ Alkmaar                 | Países Bajos | 1990-1991 |
| ADO Den Haag               | Países Bajos | 1991-2000 |
| RBC Roosendaal             | Países Bajos | 2001-2008 |
| Swansea City               | Inglaterra   | 2010-2011 |
| Club Deportivo Guadalajara | México       | 2012-     |